# 리자항
리자항(중국어: 李佳航, 병음: Lǐ Jiāháng, 한자음: 이가항, 1987년 3월 8일 ~ )은 중국의 배우이다.

## 출연작

### 드라마
- 2009년 장시 위성 텔레비전 단독극장 《애정공우》 - 장웨이 역
- 2011년 동방 위성 텔레비전 청춘시트콤 《애정공우 2》 - 장웨이 역
- 2011년 후난위성텔레비전 금응독파극장 《신 황제의 딸》 - 복이강 역
- 2012년 후난위성텔레비전 제일주파극장 《애미가유》 - 장허핑 역
- 2012년 후난위성텔레비전 금응독파극장 《아가유희》 - 린잉슝 역
- 2013년 안후이 위성 텔레비전 해돈제일극장 《용문표국》 - 가건 역
- 2014년 안후이 위성 텔레비전 해돈제일극장 《애정공우 4》 - 장웨이 역
- 2015년 CCTV-8 황금강당극장 《소년신탐적인걸》 - 저상원 역
- 2015년 CCTV-8 황금강당극장 《천생요완미》 - 차이미 역
- 2015년 동남 위성 텔레비전 동남극장 《의관소전》 - 송일품 역
- 2016년 CCTV-8 황금강당극장 《여사부 반숙》 - 등즐 역
- 2017년 저장 위성 텔레비전 중국람극장 《외과풍운》 - 천샤오충 역
- 2018년 베이징 텔레비전 품질극장 《합화인》 - 왕자 역
- 2018년 장쑤 위성 텔레비전 행복극장 《서언》 - 지앙화 역
- 2018년 안후이 위성 텔레비전 해돈제일극장 《생우70년대》 - 양판 역
- 2019년 유쿠 웹드라마 《독심》 - 좡중 역
- 2020년 아이치이 웹드라마 《애정공우 5》 - 장웨이 역
- 2021년 동방 위성 텔레비전 동방극장 《소사득》 - 옌펑 역
- 2021년 후난위성텔레비전 금응독파극장 《백련성강》 - 선성해 역
- 2021년 저장 위성 텔레비전 중국람극장 《교씨네 아들 딸》 - 치웨이민 역
- 2021년 유쿠 웹드라마 《기지적상반장》 - 마이멍 역
- 2022년 아이치이 웹드라마 《파사정영》 - 후치앙 역
- 2023년 텐센트 웹드라마 《구의인》 - 유신 역